# 田島令子
田島 令子（、1949年〈昭和24年〉2月17日 - ）は、日本の女優、声優、ナレーター。東京都新宿区四谷生まれ、神奈川県横須賀市出身。

## 来歴
日本大学藝術学部演劇学科卒業。所属事務所は劇団欅、劇団昴、野間事務所を経て、アルファエージェンシーに所属。
小さい頃は、ひとり遊びをしたり、読書をしたりしていることが多く、一人っ子だったため、人と接するのが苦手な子供だったという。
高校時代に素人劇団のようなところに所属していた同級生に誘われ、1回だけ舞台に立つ。その時に「ちょっとおもしろいわね」と思ったが、受験勉強に入ってしまったことから、1回だけだったという。大学時代、サークルは所属しておらず、大学2年の時に日大闘争で学校が閉鎖され、1年間学校に行けなかった。その時に突然、藝術学部の校門に椅子や机が積み上げられ、バリケードで封鎖されてしまって驚いていた。それで、同期の男子学生の紹介で、ニッポン放送の制作のアシスタントディレクターのようなアルバイトを1年くらいしており、弁当を配ったりしていた。大学4年の時に卒論だけになったため、「就職しなければ……」と思い、母が知り合いからくれた入団資料があったため、受けることにしていた。その日がちょうど学期末テストと重なっていたため、現代演劇協会にに電話して伝えていたところ、「何時になってもいいです。待っていますからいらしてください」と言われた。行ったところ合格し、大学在学中に劇団雲（現代演劇協会）の研究生として俳優活動をスタート。
1971年、松竹映画『喜劇・頑張らなくっちゃ!』でデビュー。1974年『ゴジラ対メカゴジラ』では、ポスター序列が女優一番手の準主役を演じる。1977年から放送のアメリカ合衆国製作のSFドラマ『地上最強の美女バイオニック・ジェミー』の主役を吹き替え以来、声優としても活動。『タケちゃんの思わず笑ってしまいました』、『踊る!さんま御殿!!』など、バラエティ番組への出演も多い。『世界一受けたい授業』では、天海祐希とのコンビで『魔王』の劇を演じた。1986年、『人間の約束』でただ一度のヌードシーンを演じている。『3年B組金八先生』では第3・5シリーズにて共依存の母親役を演じて話題になった。

## 人物
アニメでは『ベルサイユのばら』でのオスカル・フランソワ・ド・ジャルジェ、『クイーン・エメラルダス』でのエメラルダスなど、強い女性キャラクターで当たり役を得る（2009年の『派遣のオスカル〜少女漫画に愛をこめて』においても劇中でオスカルの声を担当）。洋画吹き替えでは、フェイ・ダナウェイやキャスリーン・ターナーを持ち役としている。
『バイオニック・ジェミー』が好評だったため、日本版次回予告のBGMとして使用された「ジェミーの愛」という歌を吹きこんでおり、シングルレコードも発売された。
松本零士は、当初、『銀河鉄道999』のメーテル役に田島を希望していたという。
特技は水泳。趣味は書道。

## 出演作品（女優）

### テレビドラマ

#### NHK
※特記以外は総合テレビ
- 天下御免（1971年）
- 大河ドラマ
  - 国盗り物語（1973年） - 小みち
  - 武田信玄（1988年） - きぬ
- 赤ひげ 第24話「しじみ河岸」（1973年） - お篠
- 「元旦の客」（1973年1月1日） - 弓子
- 銀河テレビ小説
  - おおさか・三月・三年（1974年）
  - 風の御主前（1974年） - 岩沢八重子
  - おおさか・三月・三年（1974年） - 水沢涼子
  - 青春のいたみ（1975年）
- ドラマ人間模様 / 夢千代日記（1981年） - 橋爪節子
- 新・なにわの源蔵事件帳 第15話「浪花女悲話」（1984年）
- 子どもの隣り（1986年5月5日） - 千佳のママ 役
- 愛の短編ドラマシリーズ「別ればなし」（1986年）
- 花も実もある（1990年） - ひで美
- 近松青春日記（1991年）
- 連続テレビ小説 / ひらり（1992年 - 1993年） - 伊藤礼子 役
- 新・半七捕物帳（1997年） - 善昌 ※都合により、未放送
- 恋の手裏剣〜三重・伊賀上野（1999年）
- はっぴぃ・ウエディング（2001年）
- 海猿（2003年、BShi）
- 海峡（2007年） - 岡田あい子
- ツレがうつになりまして。（2009年） - 氏家良子
- 派遣のオスカル〜少女漫画に愛をこめて（2009年） - オスカル（声の出演）
- おまえなしでは生きていけない〜猫を愛した芸術家の物語〜 第3回 向田邦子 ボクだけが見た彼女の涙（2011年、BSP） - 向田邦子の母 役
- シングルマザーズ（2012年） - 小暮雅子
- 書店員ミチルの身の上話（2013年） - 宝くじ売り場の女（東京）
- 終の棲家（2014年、BSP） - 麻倉優美子
- 美女と男子（2015年） - 日邑俊子[14]
- 逃げる女（2016年） - 松尾泰子
- 山女日記〜女たちは頂を目指して〜（2017年、BSP） - 元原サチ江
- 老害の人（2024年、BS・BSP4K） - 戸山八重[15]

#### 日本テレビ系
- おれは男だ! 第20話「さらば海の恋人よ!」（1971年） - 田島看護師 役
- さぼてんとマシュマロ 第23話（1972年、ユニオン映画）
- パパと呼ばないで 第1話 - 第6話（1972年） - 中島ユキ 役
- 火曜日の女シリーズ / 山峡の章（1972年）
- 子連れ狼 第2部 第25話「十三絃」（1974年） - 香苗
- 水もれ甲介 第12話「思い出は突然に…」（1974年）
- 長崎犯科帳 第9話「赤い炎は闇で消せ」（1975年） - おさよ（小稲太夫） 役
- 剣と風と子守唄 第15話「母恋い馬子唄」（1975年） - お峰の方 役
- いろはの"い" 第23話「波紋」（1977年） - 瀬田和子 役
- 気まぐれ天使 - 勝代 
  - 第24話「虹をわたったカモさんは……」（1977年）
  - 第35話「夕空はれて……」（1977年）
- 桃太郎侍
  - 第49話「男いちずの灯が消えた」（1977年） - お染（お絹）役
  - 第75話「つばめが飛んだ甲州路」（1978年） - お軽 役
- 太陽にほえろ!
  - 第329話「タイムリミット」（1978年） - 大河原健三の娘
  - 第418話「ルポライター」（1980年） - 山崎博子 役
  - 第589話「共謀」（1984年） - 田島由紀子 役
- 新五捕物帳
  - 第53話「今戸の子守唄」（1979年） - おせい 役
  - 第138話「ひとり泪の寒雀」（1981年）
  - 第168話「七化けのおぎん」（1982年） - おゆき（おぎん）役
- 俺たちは天使だ! 第20話「運が良ければ別れも愉し」（1979年） - 大山銀子 役
- 探偵物語 第25話「ポリス番外地」（1980年） - 牛島ユウコ 役
- プロハンター 第20話「ローマで起こった不思議な出来事」（1981年）
- 松平右近事件帳 第44話「過去をもつ女にかかる濡れ衣」（1983年） - おすみ 役
- 右門捕物帖 第26話「日陰に咲いた花ひとつ」（1983年）
- 長七郎江戸日記 第1シリーズ 第3話「風流山王祭」（1983年） - お筆 役
- 長七郎江戸日記 第2シリーズ 第5話「仇討ちという殺人」(1988年) - 綾 役
- 気分は名探偵 第1話「夢野圭介絶体絶命!!（前篇／後篇）」（1984年） - 北野順子 役
- 月曜スター劇場 / 婦警候補生物語（1985年） - 南警部補 役
- 気になるあいつ（1985年）
- 春風一番!（1986年）
- 妻たちの課外授業II（1986年） - 清水和代 役
- 誇りの報酬 第31話「狙撃者を追え!」（1986年）
- 銭形平次 第32話「間違えられた人質」（1987年） - おこま 役
- NEWジャングル 第6話「死ぬな浩平」（1988年）
- もっとあぶない刑事 第24話「急転」（1989年） - 高木美枝 役
- 検事・若浦葉子 第11話「不同意墜胎、お腹の赤ちゃんが殺されていた」（1991年）
- 綺麗になりたい（1992年、よみうりテレビ） - 桃子
- 引っ越せますか（1993年） - 田村裕子 役
- 嘘つきは夫婦のはじまり（1993年） - 水沢京子 役
- 奇跡のロマンス（1996年） - 鈴木絹江 役
- 伝説の教師（2000年） - 金沢久美 役
- 天使が消えた街（2000年）
- 最後の弁護人（2003年） - 山縣静香 役
- 警視庁鑑識班2004（2004年） - 美容室「オアシス」オーナー 役
- the波乗りレストラン（2008年） ‐ でっち君の母 役
- ウチの夫は仕事ができない（2017年） - 轟夢子 役
- 真犯人フラグ 第14話（2022年1月30日） - 木幡千鶴江 役
- 離婚弁護士 スパイダー〜慰謝料争奪編〜 第4話 - 最終話（2024年10月26日 - 11月23日） - 一ノ瀬京子 役[16]
- 火曜サスペンス劇場
  - 死の断崖（1982年） - 青木英子 役
  - 弁護士・高林鮎子 第8作「北の旅、殺意の雫石」（1990年） - 藤本昌代 役
  - 九門法律相談所 第2作「高価なツケ」（1994年） - 壇妙子 役
  - となりの女（1996年9月3日） - 高見沢律子 役[17]
  - 地方記者・立花陽介 第11作「山陰出雲通信局」（1998年） - 芳井夕子 役
  - 北ホテル 第3作（2005年） - 丸山春美 役

#### TBSテレビ系
- キイハンター（1971年）
  - 第176話「キャッー! 幽霊屋敷で今晩は」 - 寿子
  - 第188話「スリル万点! ズッコケ大航海」
- 新十郎捕物帖・快刀乱麻 第2話「恋文どこかへ書く恋慕」（1973年、朝日放送）
- 助け人走る 第6話「上意大悲恋」（1973年、朝日放送） - あずさ
- 顔で笑って 第11話「結婚ノイローゼ」（1973年） - 小暮美枝
- 事件狩り 第6話「恋人たちに罠をかけろ!」（1974年）
- おしどり右京捕物車 第18話「燃（もえる）」（1974年、朝日放送） - おきぬ
- 夜明けの刑事 第8話「電話で殺人を…」（1974年） - 秋津美代子
- 七人の刑事 第3シリーズ 第61話「弟よおまえを殺す!」（1979年）
- 噂の刑事トミーとマツ 第1シリーズ 第27話「女は不良がスキなのよ!」（1980年）
- ポーラテレビ小説
  - 愛をひとつまみ（1981年） - 長倉理恵
  - 女・かけこみ寺（1982年） - おすえ
  - おゆう（1983年） - くみ
- 淋しいのはお前だけじゃない（1982年） - 畑中和江
- 私を深く埋めて（1984年7月14日） - 花村冬子
- 妻の知らない夫の顔（1986年12月17日）
- パパはニュースキャスター（1987年） - 西尾麻里
- 時間ですよスペシャル〜天使の誘惑〜（1988年3月30日） - まちこ
- 泣くなセン!燃える男 〜星野仙一物語（1988年）
- 3年B組金八先生
  - 第3シリーズ（1988年） - 柴田早苗
  - 第5シリーズ（1999年） - 兼末麻美
- 誘惑（1990年） - 久保田玲子
- 夏の嵐!（1992年） - 立花葵
- ドラマ30
  - 娘からの宿題（1993年、CBC）
  - もう大人なんだから!（1996年、毎日放送） - 豪徳寺麻子 役
- 花王愛の劇場
  - ぽっかぽか（1995年） - 花島菊枝
  - あっとほーむ（2000年） - 大久保富士子
- 未成年（1995年） - 田畑裕子
- L×I×V×E（1999年） - 平良光恵
- 弁護士のくず（2006年） - 金盛孝枝
- 肩ごしの恋人（2007年） - 早坂幸子
- 水戸黄門 第42部 第18話「千客万来!代筆美人 -桑名-」（2011年2月21日） - お種
- 華和家の四姉妹（2011年） - 小野寺の母
- ステップファザー・ステップ（2012年） - 笹本敏子
- 宮部みゆきミステリー パーフェクト・ブルー（2012年） - 前川靖子
- レジデント〜5人の研修医（2012年） - 新村美津子
- 月曜ミステリー劇場
  - 「湯の町コンサルタント1」（2002年） - 水野節子
  - 「第三の時効4」（2004年） - 阿部光子

#### フジテレビ系
- お祭り銀次捕物帳（1972年） - おちか
- ライオン奥様劇場 / 若草物語（1973年） - 三田陽子
- 白雪劇場（関西テレビ
  - 北斗の人（1974年） - お美那
  - けんか安兵衛 第10話「看板泣き笑い」（1975年） - 幸江
- たぬき先生奮戦記（1975年 - 1976年）
- たぬき先生騒動記（1976年）
- 嵐の庭（1976年）
- 大空港 第8話「空からの殺人者」（1978年） - 村川冴子
- 分校日記（1978年）
- この山河に愛ありて（1978年）
- 同心部屋御用帳 新・江戸の旋風 第6話「春はまだか桜草」（1980年） - お喜和
- 大捜査線シリーズ 追跡 第42話「君は人のために死ねるか」（1980年）
- 時代劇スペシャル
  - 怪盗夢吉 忍び控（1982年） - お美津
  - 大奥犯科帳（1983年）
- 鬼のいぬ間に（1982年 - 1983年）
- 銭形平次（1983年）
  - 第850話「死者は夜歩く」 - お葉
  - 第872話「赤鞘の謎」 - お近 役
- 夏樹静子サスペンス「虹への疾走」（1986年11月24日、関西テレビ） - 中条理沙子
- 間違いだらけの女磨き（1987年） - 三浦順子
- 京都サスペンス「京都の祭りに人が死ぬ、鞍馬の火祭」（1988年、関西テレビ）
- 教師びんびん物語II（1989年）
- 夏の嵐（1989年、東海テレビ）
- 家庭の問題（1990年）
- 世にも奇妙な物語
  - 第2シリーズ「受験生」（1991年） - 高田政子
  - 第2シリーズ「ど忘れ」（1991年） - 岡村聡子
  - SMAPの特別編「僕は旅をする」（2001年） - 田代克也・ひとみの母
- 葡萄が目にしみる（1991年） - 岡崎多美江
- ボクたちのドラマシリーズ 放課後（1992年） - 秋山光江（あずさの母）
- 魅せられて（1994年、東海テレビ）
- 鬼平犯科帳 第6シリーズ 第2話「お峰・辰の市」（1995年） - お峰
- 男の選びかた（1997年、東海テレビ）
- 金曜エンタテイメント
  - 左手に告げるなかれ（1997年12月） - 木島裕美子
  - 着物デザイナー 黛涼子の推理紀行（2000年 - 2005年） - 染井松江
  - 津軽海峡ミステリー航路 第4作（2005年） - 兵藤律子
  - 浅見光彦シリーズ 第20作「化生の海－北前船殺人事件－」（2005年） - 三井所節代
- 木曜の怪談（1997年） - 町内会長
- GTO（1998年、関西テレビ） - 相沢麗子
- 救急ハート治療室（1999年、関西テレビ） - 相沢光子
- 救命病棟24時（2001年） - 三上圭子
- 春ランマン（2002年、関西テレビ） - ママ
- ラストクリスマス（2004年） - 白河桃江
- 永遠の君へ（2004年、東海テレビ） - 朝倉冴子
- 優しい時間（2005年） - 河合綾子
- ママが料理をつくる理由（2007年） - 沖野英子
- 花嫁とパパ（2007年） - 三浦房江
- ロス:タイム:ライフ（2008年） - 三浦智恵子
- ほんとにあった怖い話（2008年） - 如月由美子
- 泣かないと決めた日（2010年） - 仲原たか子
- 絶対零度〜未解決事件特命捜査〜（2010年） - 橋本サト
- パーフェクト・リポート（2010年） - 宇野多恵
- 謎解きはディナーのあとで（2011年） - 藤倉文代
- 37歳で医者になった僕〜研修医純情物語〜（2012年、関西テレビ） - 伊達由美恵
- 主に泣いてます（2012年） - 「カトレア」のママ
- dinner（2013年） - 篠崎
- デート〜恋とはどんなものかしら〜（2015年） - 富田初枝
- 医師たちの恋愛事情（2015年） - 節子
- ナオミとカナコ（2016年） - 服部恵津子
- 民衆の敵〜世の中、おかしくないですか!?〜（2017年） - 佐藤悦子
- 隣の家族は青く見える（2018年） - 広瀬ふみ
- 記憶 (テレビドラマ)（2018年） - 坪倉静子
- SUITS/スーツ（2018年） - 鈴木結衣
- 金曜プレステージ
  - 探偵倶楽部（2010年） - 正木文江
  - 警部補・佐々木丈太郎 第4作「黒い家」（2011年） - 浜田絹江
  - 鬼女（2013年） - 木村光子
- 金曜プレミアム
  - アンダーウェア（2015年） - 小山修子
- 土ドラ・最高のオバハン中島ハルコ〜マダム・イン・ちょこっとだけバンコク〜 第3シリーズ 第3話（2025年1月18日、東海テレビ） - 女将の和歌子
- 土ドラ・介護スナック ベルサイユ【年寄りギライと最期の料理】（2025年3月22日 - 29日、東海テレビ） - 小日向春子

#### テレビ朝日系
- 宮本武蔵（1970年）
- 特別機動捜査隊 第499話「白い殺人者」 （1971年） - ヒロ子
- 破れ傘刀舟悪人狩り 第24話「女囚の挽歌」（1975年） - おみつ
- 必殺シリーズ（朝日放送）
  - 必殺仕置屋稼業 第14話「一筆啓上不義が見えた」（1975年） - おそで
  - 必殺仕事人 第49話「偽技浮かれ囃子攻め」（1980年） - 小染
  - 必殺仕舞人 第1話「恨みがよんでる佐渡おけさ」（1981年） - おこう
  - 新・必殺仕事人 第15話「主水 公休出勤する」（1981年） - 夕
  - 必殺仕事人IV（1984年）
    - 第25話「主水の上役 転勤する」 - おさわ
    - 第41話「主水 夏バテで早朝体操を休む」 - お糸

  - 必殺仕切人 第13話「もしも16000両だましとられたら」（1984年） - おりん
- 破れ奉行 第2話「血風! 世直し快速船」（1977年） - おちか
- チェックメイト78 第11話「シューベルトを聴く警部」（1978年、朝日放送）
- 遠山の金さん 第2シリーズ 第13話「悪夢をさませ! 女親分」（1979年） - お志乃
- 江戸の牙 第16話「慕情 嵐を呼ぶ地獄船」（1980年） - 加恵
- 非情のライセンス 第3シリーズ 第6話「兇悪の潜伏・届けられた暗殺」（1980年） - 辰野雅美
- ザ・ハングマン 第51話「死人たちは二度死なない」（1981年、朝日放送） - 村上かよこ
- 赤かぶ検事奮戦記（朝日放送）
  - 赤かぶ検事奮戦記II 第5話「火魔走る」（1981年） - 吉富茂子
  - 赤かぶ検事奮戦記III 第8話「罠にはまった文学やくざ」（1983年） - 上村みつ子
- 文吾捕物帳 第24話「いまわしい影」（1982年）
- 女捜査官シリーズ（朝日放送）
  - 女捜査官 第7話「殺しの現場にコロンの香り」（1982年）
  - 新・女捜査官 第9話「週末のハイミスは秘密の夜遊び」（1983年）
- 私鉄沿線97分署（1984年） - 殿村なおえ
- 特捜最前線 第471話「死に憑かれた女!」（1986年） - 島田幸子
- 暴れん坊将軍II（1987年） - 浄月院
- 名奉行 遠山の金さん 第1シリーズ 第10話「お仙が拾った子」（1988年） - お才
- 火曜スーパーワイド / 美人OL探偵と窓際刑事 第1作「死を運ぶ新特急『谷川7号』」（1989年） - 林一子 役
- ホテルドクター 第10話「迫られた選択!!」（1993年、朝日放送）
- 素敵な人!（1993年）
- 南くんの恋人（1994年） - 野村百合子 役
- 新空港物語（1994年） - 山村美佐子 役
- はぐれ刑事純情派 第7シリーズ 第17話「美人サギ師! 腐れ縁の女たち」（1994年） - 桜井奈々子 役
- 家政婦は見た!（1997年） - 森村美恵子 役※連続ドラマ版
- はみだし刑事情熱系
  - PART2 第13話「3億円爆破殺人! いじめられた社宅の女」（1998年） - 池下由起子 役
  - PART7 第2話「暴走デカ生中継!? 息子の罪に母の答えは」（2003年） - 渡部貴美子 役
- R-17（2001年） - 本郷美津江 役
- 眠れぬ夜を抱いて（2002年）
- 相棒 season2 第9話「少年と金貨」（2003年） - 松金彰子 役
- 愛と死をみつめて（2006年） - 石川千春 役
- 警視庁継続捜査班（2010年） - 加藤聡子 役
- 告発〜国選弁護人（2011年） - 坂本ハル 役
- 愛・命 〜新宿歌舞伎町駆け込み寺〜（2011年）
- 緊急取調室 第1シリーズ（2014年） - 佐原和子 役
- 私の嫌いな探偵（2014年） - 豪徳寺昌代 役
- ママが生きた証（2014年） - 大森真澄 役
- 土曜ワイド劇場
  - 愛情の証明 新妻に捧げる恐怖のメロディ（1977年10月1日）
  - 松本清張の地の骨（1980年3月22日） - 町野啓子
  - 松本清張の危険な斜面（1982年11月6日） - 野関利江
  - 市毛良枝の美女探偵シリーズ 第1作「ダイエット殺人事件」（1985年5月18日、朝日放送） - ミツエ
  - 女子医大生 父娘心中（1983年7月16日）
  - 辻真先の婚約旅行殺人事件シリーズ 第6作「会津磐梯婚前旅行殺人事件」（1989年） - 北原静、鬼頭志津江（2役）
  - 家政婦は見た! 第7作「華麗な一族の怪しい秘密 財テクゲームの危険な落し穴」（1989年） - 宮部涼子
  - 考古学者シリーズ 第12作「美人外科医殺し」（1991年） - 神月咲子
  - 密会の宿 第8作「女と男の殺人ドライブ 夕闇に匂う哀しみの殺意」（1993年） - 北野百合子
  - はみだし弁護士・巽志郎 第3作（1998年） - 西村朋子 役
  - 事件 第6作（1998年） - 室井佐知子裁判長 役
  - 船長シリーズ 殺意の密室航路（2000年） - 石浜節子 役
  - おとり捜査官・北見志穂 第11作（2006年） - 長瀬陽子 役
  - 女刑事・左近山響子（2011年） - 来宮治子 役
  - おかしな刑事（2011年 - 2024年） - 三浦由紀子 役[18]
  - 棟居刑事の黒い祭（2015年） - 百瀬うの 役
- 乱反射（2018年、名古屋テレビ） - 三隅菊江 役
- 特捜9 第4シリーズ（2021年） - 宮川文子 役
- シッコウ!!〜犬と私と執行官〜 第5話（2023年8月8日） - 花巻則子 役[19]
- いつか、ヒーロー 第3話（2025年4月27日、朝日放送テレビ） - 牧野八重 役[20]

#### テレビ東京系
- プレイガール
  - 第99話「命知らず裸の妖精」（1971年） - よし子
  - 第177話「裸の女をなぜ狙う」（1972年） - 満里子
- 大江戸捜査網
  - 第168話「大江戸市街戦」（1974年） - およう
  - 第423話「黒い傷痕に泣く女」（1979年） - おまき
  - 第635話「凍る夜 殺人者は眠らない」（1984年） - おしま
- 斬り捨て御免! 第2シリーズ 第12話「忍びよる恐怖の影」（1981年） - お篠
- 眠狂四郎無頼控 第18話「なみだ旅 母を求める子守唄」（1983年） - おりき
- 付き馬屋おえん事件帳 第1シリーズ 第7話「女郎ぐもの罠」（1990年） - おとよ
- ハッピー 愛と感動の物語（2000年）
- 最後に愛を見たのは（2001年4月1日） - 児童園の職員
- ぱじ〜ジイジと孫娘の愛情物語（2013年） - 水野和江
- コードネームミラージュ（2016年） - 飯島妙子
- いのちの再建弁護士 会社と家族を生き返らせる（2019年） - 榎本洋子
- 好きなオトコと別れたい（2024年） - 白石春子[21]
- 水曜ミステリー9
  - 特命おばさん検事! 花村絢乃の事件ファイル 第2作（2014年） - 柿沼志津
- 土曜ドラマ9
  - たそがれ優作（2023年） -茜の母

#### WOWOW
- エンドロール〜伝説の父〜（2012年） - 橋本鈴子
- 沈まぬ太陽（2016年） - 恩地将江
- 監査役野崎修平（2018年） - 木村ウメ

### 映画
- 喜劇 頑張らなくっちゃ!（1971年、松竹） - 笛子
- 故郷（1972年、松竹） - 石崎保子
- ひとつぶの涙（1973年、松竹） - 谷内和恵
- ゴジラ対メカゴジラ（1974年、東宝） - 金城冴子[22][6][7]
- あした輝く（1974年、松竹） - 緑川和子
- 扉はひらかれた（1975年、新星映画社） - こかん
- 港のヨーコ・ヨコハマ・ヨコスカ（1975年、松竹） - 雪絵
- 遺書 白い少女（1976年、松竹） - マコトの母
- 純（1980年、東映セントラルフィルム） - はぐれ鳥
- '80アニメーション ザ・ベストテン（1980年、東映） - 松本零士を訪ねるレポーター
- 湯殿山麓呪い村（1984年、東映） - 滝美貴
- 人間の約束（1986年、東宝東和） - 野川冴子
- 名門!多古西応援団（1987年、東映） - 胡女稲子
- 良いおっぱい悪いおっぱい（1990年、アルゴプロジェクト） - 井上幸江
- こぼれる月（2002年、アルゴ・ピクチャーズ） - 千鶴の母
- SEMI 鳴かない蝉（2003年、フューズ） - 工藤登志子
- 電車男（2005年、東宝） - エルメスの母
- 虹の女神 Rainbow Song（2006年、東宝） - 佐藤ともえ
- 怪談新耳袋 ノブヒロさん（2006年、スローラーナー） - 里中和歌子
- ドロップ（2009年、角川映画） - ヒロシの母
- 千里眼 キネシクス・アイ（2009年、角川映画） - 友里佐知子
- 劇場版 SPEC〜結〜（2013年）（声の出演）
- 寄生獣（2014年、東宝） - 田宮良子の母
- バンクーバーの朝日（2014年） - ロイ永西の母
- Abed〜二十歳の恋 第1話「なつめ」（公開延期、ピース・インターナショナル） - 東来の母
- 映画　夜空はいつでも最高密度の青色だ（2017年、東京テアトル・リトルモア） - 入院患者
- 探偵は、今夜も憂鬱な夢を見る。（2017年） - 弥生 [23]
- ウスケボーイズ（2018年）
- TELL ME 〜hideと見た景色〜（2022年、KADOKAWA） - hideの祖母[24]
- 千夜、一夜（2022年、ビターズ・エンド）
- MIRRORLIAR FILMS Season6『カフネの祈り』（2024年）[25]
- 俺ではない炎上（2025年公開予定）[26]

### オリジナルビデオ
- バカヤローV エッチで悪いか（1994年、バンダイビジュアル）

### 舞台
- SOLO（2006年、新宿シアタートップス）
- メアリー・スチュワート（2007年、新国立劇場 小劇場）
- 青春デンデケデケデケ（2007年、ル・テアトル銀座）
- 忘れられない人（2007年、東京グローブ座）
- 星屑の町〜新宿歌舞伎町篇〜（2008年、新宿コマ劇場）
- イリュージョン・コミック「舞台は夢」（2008年12月3日 - 12月23日、新国立劇場）
- 僕たちの好きだった革命（2009年）
- ヘッダ・ガーブレル（2010年、新国立劇場 小ホール）

### バラエティ
- クイズ面白ゼミナール（NHK総合）
- 日曜9時は遊び座です（日本テレビ）
- えいごリアン（2005年 - 2008年、NHK教育） - モモヨ
- 小さな美の殿堂（NHK BS2）
- 感激初体験 秘境ツアーへ行こう!
- 十朱幸代の素敵にシンプルライフ
- 笑っていいとも!（1984年8月29日、フジテレビ） - テレフォンショッキングゲスト

### CM
- エーザイ 「クワタイム」（1990年、声の出演）
- カネボウ 「絹石鹸」（1991年- 1992年）
- イオン 「新入学 学習机編」（2006年）
- ジェクトワン アキサポ（2023年 - ）[27]

## 出演作品（声優）

### 吹き替え

#### 女優
- キャスリーン・ターナー
  - 孤高の戦士（1987年） - ステラ・クレイトン
  - 白いドレスの女（1987年） - マティ・ウォーカー
  - 女と男の名誉（1988年） - アイリーン・ウォーカー
  - ナイルの宝石（1989年） - ジョーン・ワイルダー ※フジテレビ版
  - ローズ家の戦争（1992年） - バーバラ・ローズ ※フジテレビ版
- シガニー・ウィーバー
  - エイリアン（1981年） - エレン・リプリー ※LD版（日本語吹替完全版Blu-rayBOXに収録）
  - ゴーストバスターズ（1987年） - ディナ・バレット ※フジテレビ版（製作30周年記念Blu-ray BOXに収録）
  - コピーキャット（1996年） - ヘレン・ハドソン ※ソフト版
- フェイ・ダナウェイ
  - エビータ（1983年） - エヴァ・ペロン
  - タワーリング・インフェルノ（1984年） - スーザン・フランクリン ※日本テレビ版
  - コンドル（1987年） - キャサリン・ヘイル ※テレビ朝日新録版
  - ドンファン（1995年） - マリリン・ミックラー
- リンゼイ・ワグナー
  - 地上最強の美女バイオニック・ジェミー（1977年 - 1978年、日本テレビ） - ジェミー・ソマーズ
  - ペーパーチェイス（1978年） - スーザン ※TBS版
  - ふたり（1979年） - ディアドラ ※TBS版
  - ALPHAS/アルファズ（2012年） - ヴァネッサ・カルダー
- ジェーン・フォンダ
  - 獲物の分け前（1978年） - レネ ※日本テレビ新版
  - モーニングアフター（1991年） - アレックス
  - ブッククラブ/ネクストチャプター（2023年） - ヴィヴィアン

#### 洋画
- 蒼い本能（時期不詳） - アンジェラ（ステファニア・サンドレッリ）
- 帰郷（時期不詳） - セラフィーマ・コルズーヒナ（リュドミラ・サベーリエワ）
- センチネル（時期不詳） - アリソン（クリスティナ・レインズ）
- 続・明日に向って撃て!（時期不詳） - エッタ・プレイス（キャサリン・ロス）
- 爆走トラック'76（時期不詳） - ジェリー・ケイン・ハマー（ケイ・レンツ）
- 華麗なるギャツビー（1977年） - デイジー・ブキャナン（ミア・ファロー） ※日本テレビ版
- ブルー・ハワイ（1977年） - メイリー・デュバル（ジョアン・ブラックマン）※テレビ朝日版
- M★A★S★H マッシュ（1977年） - マリア・シュナイダー中尉（ジョー・アン・フラッグ）
- スコルピオ（1978年） - スーザン（ゲイル・ハニカット）
- 泥棒を消せ（1978年） - クリスティン（アン＝マーグレット）※フジテレビ版
- ウイラード（1979年） - ジョーン（ソンドラ・ロック）
- 女王陛下の007（1979年） - テレサ（ダイアナ・リグ）※TBS版
- 相続人（1979年） - ローレン（モーリーン・カーウィン）
- ひきしお（1979年） - リサ（カトリーヌ・ドヌーヴ）
- ビッグ・マグナム77（1979年） - マージー・コーン（ゲイル・ハニカット）
- ヤング・フランケンシュタイン（1979年） - インガ（テリー・ガー） ※テレビ版
- オール・ザット・ジャズ（1980年） - ケイト・ジャガー（アン・ラインキング）※LD版
- コレクター（1980年） - ミランダ・グレイ（サマンサ・エッガー） ※テレビ東京版
- さらば愛しき女よ（1980年） - ヘレン（シャーロット・ランプリング）
- 爆走!キャノンボール（1980年） - リンダ（ヴェロニカ・ハメル）
- パニック・アリゲーター/悪魔の棲む沼（1980年） - アリス・ブラント（バーバラ・バック）
- マッキントッシュの男（1980年） - スミス夫人（ドミニク・サンダ）
- 大いなる決闘（1981年） - スーザン・バーゲード（バーバラ・ハーシー）
- カンサス・シティの爆弾娘（1981年） - KC・カー（ラクエル・ウェルチ）※日本テレビ版
- さよならミス・ワイコフ（1981年） - イブリン・ワイコフ（アン・ヘイウッド）
- タクシードライバー（1981年） - ベッツィー（シビル・シェパード） ※TBS版
- ゴールド（1982年） - テリー・ステイナー（スザンナ・ヨーク）
- 草原の輝き（1982年） - ウィルマ・ディーン・ルーミス（ナタリー・ウッド）※テレビ朝日版
- ダーティハンター（1982年） - ナンシー（コーネリア・シャープ）※テレビ朝日版
- ハッスル（1982年） - ニコル・ブリットン（カトリーヌ・ドヌーヴ）
- コーマ（1983年） - スーザン・ウィーラー医師（ジュヌヴィエーヴ・ビュジョルド）
- チェンジリング（1983年） - クレア・ノーマン（トリッシュ・ヴァン・ディヴァー） ※テレビ東京版（BD収録）
- 超高層プロフェッショナル（1983年） - キャス・キャシディ（ジェニファー・オニール）
- ドクター・モリスの島/フィッシュマン（1983年） - アマンダ・マーヴィン（バーバラ・バック）
- 悲恋（1983年） - 金髪のナタリー（マドレーヌ・ソローニュ）※TBS版
- ミラクル・ワールド ブッシュマン（1983年） - ケイト・トンプソン（サンドラ・プリンスルー） ※フジテレビ版
- インテリア（1984年） - レナータ（ダイアン・キートン）
- スーパーマンII（1984年） - アーサ（サラ・ダグラス） ※テレビ朝日旧録版
- チャタレイ夫人の恋人（1984年） - コンスタンス・チャタレイ（シルビア・クリステル）
- ブリキの太鼓（1984年） - アグネス・マツェラート（アンゲラ・ヴィンクラー）
- プロフェシー/恐怖の予言（1984年） - マギー（タリア・シャイア）
- 愛と哀しみのボレロ（1985年） - アンヌ・メイヤー（ニコール・ガルシア）
- スペース・サタン（1985年） - アレックス（ファラ・フォーセット） ※フジテレビ版
- 隣の女（1985年） - マチルド・ボーシャール（ファニー・アルダン）
- ネバーセイ・ネバーアゲイン（1985年） - ドミノ（キム・ベイシンガー）※テレビ版
- ボーダー（1985年） - マーシー（ヴァレリー・ペリン）
- アルタード・ステーツ/未知への挑戦（1986年） - エミリー（ブレア・ブラウン）
- 大地震（1986年） - デニス・マーシャル（ジュヌヴィエーヴ・ビュジョルド）※テレビ朝日版
- めまい（1986年） - マデリン・エルスター / ジュディ・バートン（キム・ノヴァク） ※テレビ版
- 狙撃者/ボーン・アイデンティティ（1988年） - マリー（ジャクリーン・スミス） ※ソフト版
- ルチオ・フルチのマーダロック（1988年） - キャンディス・ノーマン（オルガ・カルラトス）
- 火龍（1989年） - 李淑賢（パン・ホン）
- 危険な関係（1989年） - メルトゥイユ侯爵夫人（グレン・クローズ）
- 黒い絨毯（1989年） - ジョアンナ（エリノア・パーカー）
- カナディアン・エクスプレス（1990年） - キャロル・ハニカット（アン・アーチャー） ※ソフト版
- クライシス2050（1990年） - アレックス（アナベル・スコフィールド） ※ビデオ版
- 殺人魚フライングキラー（1990年） - アン（トリシア・オニール） ※テレビ朝日版
- ダイヤモンド・スカル/華麗なる殺意（1990年） - ジニー・ブラックトン（アマンダ・ドノホー）
- 子鹿物語（1991年） - オリー（ジェーン・ワイマン）※NHK-BS2放送版
- サンタリア 魔界怨霊（1991年） - ジェシカ（ヘレン・シェイヴァー）
- ハリウッドにくちづけ（1991年） - スザンヌ・ヴェール（メリル・ストリープ）
- 氷の微笑（1992年） - キャサリン・トラメル（シャロン・ストーン） ※旧DVD・ビデオ版
- バットマン リターンズ（1992年） - セリーナ・カイル / キャットウーマン（ミシェル・ファイファー） ※ソフト版
- ブロンディー/女銀行強盗（1993年） - カレン・マッコイ（キム・ベイシンガー） ※ソフト版
- ディアボロス/悪魔の扉（1999年） - クリスタベラ（コニー・ニールセン）※日本テレビ版

#### 海外ドラマ
- ER XII 緊急救命室 第258話（2007年） - フラン・べヴァンス（アリー・ウォーカー）
- 刑事コロンボ 美食の報酬 - イブ・プラマー（シーラ・ダニーズ）
- 若草物語 - メレディス・B・バーニー（メグ・マーチ）
- アガサクリスティー・ミステリー劇場（1985、1989年） - タッベンス（フランチェスカ・アニス）
- 「警察署長」第2話（1985年） - パトリシア（ヴィクトリア・テナント）
- シャーロック・ホームズの冒険 - イザドラ・クライン（クローディーヌ・オージェ）
- 名探偵ポワロ 猟人荘の怪事件 - ゾイ・ヘイバリング
- バーバラ・ハットン物語（1987年） - バーバラ・ハットン（ファラ・フォーセット）
- ミス・ケイトの冒険（1982年）「凍った50万ドル」- ジュディ（ジェス・ウォルトン）
- ヴィアール家の人々（1989年） - マチルド
- 南北戦争物語 愛と自由への大地（1989年） - アデレーン（レスリー＝アン・ダウン）
- ルーツII（1990年） - ナン
- ミストラルの娘（1990年） - マギー・ルネル（ステファニー・パワーズ）
- 愛と哀しみのマンハッタン - リリー（フランチェスカ・アニス）
- 希望の大地（1995年）
- ペリー・メイスン（1996年）NHK総合
- シャーロック・ホームズの冒険（1996年）NHK総合
- シェークスピア劇場（NHK総合）
  - お気に召すまま（1980年） - ロザリンド
  - なぜ、エヴァンズに頼まなかったのか?（1981年） - フランシス（フランチェスカ・アニス）
  - じゃじゃ馬ならし（1982年） - ビアンカ（スーザン・ペンハリゴン）
  - 夏の夜の夢（1983年） - タイターニア（ヘレン・ミレン）

### テレビアニメ
- ベルサイユのばら（1979年 - 1980年、日本テレビ） - オスカル[28]
- 銀河鉄道999 永遠の旅人エメラルダス（1980年、フジテレビ） - エメラルダス
- わが青春のアルカディア 無限軌道SSX（1982年 - 1983年） - エメラルダス[29]
- スペースコブラ（1982年） - サンドラ[30] 他

### 劇場アニメ
- 銀河鉄道999（1979年） - エメラルダス[31]
- さよなら銀河鉄道999 アンドロメダ終着駅（1981年） - エメラルダス[32]
- わが青春のアルカディア（1982年） - エメラルダス[33]
- SPACE ADVENTURE コブラ（1982年） - サンドラ[34]
- 宇宙戦艦ヤマト 完結編（1983年） - クイーン・オブ・アクエリアス[35]
- パタリロ! スターダスト計画（1983年） - アンドレセン[36]
- 紫式部 源氏物語（1987年） - 葵の上
- ハッピーバースデー 命かがやく瞬間（1999年） - 藤原静代
- クレヨンしんちゃん 伝説を呼ぶ 踊れ!アミーゴ!（2006年） - アミーガスズキ

### OVA
- クイーン・エメラルダス（1998年） - エメラルダス

### ラジオ
- R62号の発明（1980年、NHKラジオ第1） - 花井
- アドルフに告ぐ（TBSラジオ） - お桂
- スペースファンタジー エメラルダス（ニッポン放送、漫画『クイーン・エメラルダス』を原作としたラジオドラマ）
- 音の本棚（FM東京、放送作品に応じて赤毛のサウスポーからHAL 9000まで演じ分けた）
- 私の本棚（1993年 - 1996年に複数回、NHKラジオ第1） - 朗読
- FMシアター（NHK-FM）
  - 「柿の木の下で」（1998年12月5日）
  - 「オヤジでサンバ」（1999年10月30日）
  - 「母の肉」（2007年4月21日）
- 歌謡ドラマ 「むらさき小唄」（2006年12月4日、NHKラジオ第1）
- 青春アドベンチャー（NHK-FM）
  - 「ふたり」（1993年7月15日）
  - 「〈あの絵〉のまえで」 （2020年12月25日）

### ゲーム
- 松本零士999 〜Story of Galaxy Express 999〜（2001年） - エメラルダス
- コブラ・ザ・アーケード（2005年） - サンドラ
- クレヨンしんちゃん 嵐を呼ぶ シネマランド カチンコガチンコ大活劇!（2008年）

### ナレーション
- 蝶のなぞ（1981年、NHK総合）吹き替え
- ハチ公物語（1987年、松竹富士）
- 紫式部 源氏物語（1987年、日本ヘラルド映画）
- NHKスペシャル「秘境大シベリア」（1990年、NHK総合）
- 地球ファミリー「森から海へ小さなカニの大旅行」（1990年、NHK総合）
- にっぽん点描（1996年、NHK総合）

### その他
- おかあさんといっしょ3代目おはなしのおねえさん[4]
- 子どものためのドキュメンタリー「友だち」（1982年、NHK教育）吹き替え
- 大きくなる子（1984年、NHK教育）
- こどもにんぎょう劇場「風のくれたおくりもの」（NHK教育）
- ルーブル美術館（NHK総合） - イザベル・ユペール
- 小さな美の殿堂〜田園の美術館（1996年、NHK BS2）